# Laila Olsen
Laila Gunhild Olsen, född 31 augusti 1957 i Nevishögs församling i Malmöhus län, är en svensk socialdemokratisk politiker, som från 1 mars till 17 juni 2011 ersatte Morgan Johansson som ledamot av Sveriges riksdag.